# Gmina Lee (hrabstwo Adair)
Gmina Lee (ang. Lee Township) – gmina w USA, w stanie Iowa, w hrabstwie Adair. Według danych z 2000 roku gmina miała 245 mieszkańców.